# Quốc lộ 42 (Hàn Quốc)
Quốc lộ 42 là một đường cao tốc chính ở Hàn Quốc. Nó nối Incheon với thành phố Donghae, tỉnh Gangwon.

## Thông tin tuyến đường
- Dài: 309 km (192 mi)
- Nguồn: Jung-gu, Incheon (giao lộ của Jemullyang-ro và Chamoejeon-ro)
- Trạm cuối: Donghae, tỉnh Gangwon (cảng Donghae)
- Thành phố chính: Siheung, Ansan, Suwon, Yongin, Icheon, Yeoju, Wonju, Pyeongchang, Jeongseon